# Egton with Newland
Egton with Newland – civil parish w Anglii, w Kumbrii, w dystrykcie (unitary authority) Westmorland and Furness. W 2001 liczyła 898 mieszkańców.